# Latvijas Ceļš
Latvijas Ceļš (deutsch Lettlands Weg; Kürzel LC) war eine politische Partei in Lettland. LC war Mitglied der Liberalen Internationalen und der Europäischen liberalen demokratischen und Reformpartei. Die LC beschrieb sich als „liberale Partei, die die Freiheit des Einzelnen, sein Leben zu gestalten verteidigt“. Letzter Vorsitzender der Partei war Ivars Godmanis, der von 1990 bis 1993 (noch für die Lettische Volksfront) und erneut von Dezember 2007 bis zu seinem Rücktritt im Februar 2009 lettischer Ministerpräsident war.
Lettlands Weg wurde am 25. September 1993 von einer Gruppe früherer Aktivisten der Lettischen Volksfront sowie von nach der Unabhängigkeit nach Lettland zurückgekehrten Exil-Letten gegründet. Nach ihrem ersten Antritt bei Wahlen 1993, als die Partei 32,4 % der gültigen Stimmen gewann, führte die LC eine Regierungskoalition an. In der Folge jedoch sank ihre Beliebtheit und damit ihr Stimmenanteil auf 14,6 % (1995) und 18,0 % (1998). Trotzdem blieb Latvijas Ceļš eine starke Kraft in der lettischen Politik und war bis November 2002 immer Teil der Regierungskoalition. Vier ihrer Mitglieder wurden Ministerpräsidenten: Valdis Birkavs (1993–1994), Māris Gailis (1994–1995), Vilis Krištopans (1998–1999) und Andris Bērziņš (2000–2002).
Bei der Parlamentswahl vom 5. Oktober 2002 errang Latvijas Ceļš nur noch 4,9 % der Stimmen und scheiterte damit an der Fünf-Prozent-Hürde. Nach dieser Niederlage wechselten einige Politiker zu anderen Parteien. Bei der Europawahl 2004 konnte LC wieder Boden gut machen und erreichte 6,4 % der Stimmen. Dieser Aufwärtstrend setzte sich bei der Parlamentswahl 2006 fort, als Latvijas Ceļš in einem Wahlbündnis mit der Latvijas Pirmā Partija 8,9 % und 10 Sitze erringen konnte. Im Jahr 2007 vereinigten sich die beiden Parteien und bildeten die Latvijas Pirmā partija/Latvijas Ceļš (LPP/LC).

## Ergebnisse bei Parlamentswahlen
- Parlamentswahl 1993:   32,4 %  damit  36 Sitze (von 100)  – stärkste Partei im Parlament
- Parlamentswahl 1995:   14,6 %  damit  17 Sitze (von 100)
- Parlamentswahl 1998:   18,0 %  damit  21 Sitze (von 100)
- Parlamentswahl 2002:    4,9 %  damit   0 Sitze (von 100)  – 5%-Hürde verfehlt
- Parlamentswahl 2006:    8,9 %  damit  10 Sitze (von 100)  – in einem Wahlbündnis zusammen mit der Latvijas Pirmā Partija
- Parlamentswahl 2010:                   5 Sitze (von 100)  – als vereinigte Latvijas Pirmā partija/Latvijas Celš in dem Wahlbündnis Par Labu Latviju zusammen mit Tautas partija